# Olympische Sommerspiele 1984/Teilnehmer (Papua-Neuguinea)
| Gelbes Symbol für Goldmedaillen mit stilisierten Olympischen Ringen | Graues Symbol für Silbermedaillen mit stilisierten Olympischen Ringen | Braundes Symbol für Bronzemedaillen mit stilisierten Olympischen Ringen |
| ------------------------------------------------------------------- | --------------------------------------------------------------------- | ----------------------------------------------------------------------- |
| —                                                                   | —                                                                     | —                                                                       |

Papua-Neuguinea nahm an den Olympischen Sommerspielen 1984 in Los Angeles, USA, mit einer Delegation von sieben Sportlern (vier Männer und drei Frauen) teil.

## Teilnehmer nach Sportarten

### Leichtathletik
- Lapule Tamean
200 Meter: Vorläufe
400 Meter: Vorläufe

- Tau John Tokwepota
5000 Meter: Vorläufe
10.000 Meter: Vorläufe
Marathon: 66. Platz

- Barbara Ingiro
Frauen, 100 Meter: Vorläufe
Frauen, 100 Meter Hürden: Vorläufe

- Elanga Buala
Frauen, 200 Meter: Viertelfinale
Frauen, 400 Meter: Vorläufe

- Iammogapi Launa
Frauen, Siebenkampf: 19. Platz

### Schießen
- Joseph Chan
Kleinkaliber, liegend: 64. Platz

- Trevan Clough
Trap: 66. Platz